# Esztena
Az esztena jelentése ideiglenes lakhely (szállás) és munkahely, a fejősjuhászattal kapcsolatos szállásgazdaság, elsősorban az a legelőterület, ahol az esztenaház áll.

## Leírása
Az esztena vagy isztina, sztina évszaki jellegű, fejési idényben használatos fiókgazdaság, melynek központi építménye az esztenaház. A pásztorok a nyájjal az esztenázás idején nem térnek haza naponta az anyagazdaságba, amelynek személyzete végzi az állatok többnyire juhok, szarvasmarhák legeltetését, fejését és a tejtermékek készítését.
Ezeket a paraszti kisüzemeket általában állataik közös nyájakban egyesítve szervezték meg, közös esztenákat létesítettek, pl. a tejtermékek elosztására, de egyéni, privát havasi pásztorkodást is űztek, egyénileg létesített havasi szállásokon; az ilyeneken gyakoribb, hogy többféle tejelő- és nem tejelő állatfajt, a család állatállományát együtt tartják (pl. szarvasmarha, juh és kecske) tejét együtt dolgozzák fel, s a családi gazdaság nem tejelő állatait is a havasi legelőn tartják.
Az esztenák Erdély havasokban bővelkedő vidékein máig mindenütt megtalálhatók, de megtalálhatók voltak a két- és háromnyomásos határhasználat idején az ugarlegelőkön is; így például a Mezőségben is, de ugyanúgy elterjedt az Északi-Kárpátok lengyel és szlovák lakosságánál is, azonban az esztena kifejezés helyett ott a magyar szállás hangtani megfelelőit (salaš stb.) használják.
Az esztena megfelelőjeként az Alpok vidékén a tehéntartással kapcsolatos Sennerei kifejezés használatos.